# البرتو خیمنز (بازیکن فوتبال)
البرتو خیمنز (انگلیسی: Alberto Jiménez؛ زادهٔ ۱۵ نوامبر ۱۹۹۲) بازیکن فوتبال اهل اسپانیا است.
از باشگاه‌هایی که در آن بازی کرده‌است می‌توان به باشگاه ورزشی تنریف اشاره کرد.